# Quốc ca Cộng hòa Ingushetia
Quốc ca Ingushetia (tiếng Ingush: ГIалгIайчен гимн, Ġalġayçen gimn; tiếng Nga: Гимн Ингушетии, Gimn Ingušetii) là một trong những biểu tượng của Cộng hòa Ingushetia, cùng với quốc kỳ và quốc huy. Cả lời và nhạc đều được sáng tác bởi nhà thơ người Ingush Ramzan Tsurov vào năm 1993. Nó được chấp nhận lần đầu vào năm 1993 và lần tiếp theo vào năm 2010.

## Lời
Bài quốc ca chứa lời bài hát bằng hai ngôn ngữ chính thức của nước cộng hòa: tiếng Nga và tiếng Ingush. Phiên bản tiếng Ingush là phiên bản chính thức.

### Tiếng Ingush
| Ký tự Cyrill | Latinh hóa |
| --- | --- |
| Đoạn 1 | |
| Лоамий мехка хозагӀа дола дакъа ДӀа а лаьца улл хьо, ГӀалгӀайче, Курра йолаш никъ хьо хьай дӀахо Дуне мел латт яха хьо, ГӀалгӀайче. 𝄆 Аллах — Даьла, низ ба ГӀалгӀайченна, Везан — Даьла, йоахае ГӀалгӀайче! 𝄇 | Loamiy mexka xozaġa dola daq̇a Dja a läca ull ẋo, Ġalġayçe, Kurra yolaş niq̇ ẋo ẋay djaxo Dune mel latt yaxa ẋo, Ġalġayçe. 𝄆 Allah — Däla, niz ba Ġalġayçenna, Vezan — Däla, yoaxaye Ġalġayçe! 𝄇 |
| Đoạn 2 | |
| Лаьтта даттӀал йоккха я човнаш, МоастагӀаша хьа дегӀа яьраш. Эздий хилба хьа керахьа къонгаш, ЧӀир леха, бохабе гӀаьраш. 𝄆 Аллах — Даьла, низ ба ГӀалгӀайченна, ЧӀир леха из ба ГӀалгӀайченна! 𝄇               | Lätta dattjal yoqqa ya çovnaş, Moastaġaşa ẋa deġa yäraş. Ezdiy xilba ẋa keraẋa q̇ongaş, Ç̇ir lexa, boxabe ġäraş. 𝄆 Allah — Däla, niz ba Ġalġayçenna, Ç̇ir lexa iz ba Ġalġayçenna! 𝄇               |
| Đoạn 3 | |
| Дунен чухьа лехаргьяц оатто, Деза вайна хьагӀ йоаца вахар. Лаьтта оахаш дахаргда лаьтта, Низ кхоаче из лаьтта аха. 𝄆 Аллах — Даьла, низ ба ГӀалгӀайченна, Лаьтта аха низ ба ГӀалгӀайченна! 𝄇                   | Dunen ҫuẋa lexarg’yac oatto, Deza vayna ẋaġ yoaca vaxar. Lätta oaxaş daxargda lätta, Niz qoaçe iz lätta axa. 𝄆 Allah — Däla, niz ba Ġalġayçenna, Lätta axa niz ba Ġalġayçenna! 𝄇               |
| Đoạn 4 | |
| Бокъонга сатувс хьа уйлаша, Дог, тов мо, леталу хьа чӀоагӀа. Тха Даьхе, хьо массаза хийла, Кортамукъа, дех Даьлага оаха. 𝄆 Аллах — Даьла, низ ба ГӀалгӀайченна, Кортамукъа халлийта ГӀалгӀайче! 𝄇              | Boq̇onga satuvs ẋa uylaşa, Dog, tov mo, letalu ẋa ç̇oaġa. Txa Däxe, ẋo massaza xiyla, Kortamuq̇a, dex Dälaga oaxa. 𝄆 Allah — Däla, niz ba Ġalġayçenna, Kortamuq̇a xalliyta Ġalġayçeǃ 𝄇             |

### Tiếng Nga
| Ký tự Cyrill | Latinh hóa |
| --- | --- |
| I В красивейшей части горного края Лежишь ты, Ингушетия. Гордо идешь по своему пути в будущее, Вечно живи ты, Ингушетия. 𝄆 Аллах, дай силы Ингушетии, Аллах, храни Ингушетию! 𝄇 II Земля может разверзнутся, От ран, врагами тебе нанесенных. Да будут благородны сыны ушедшие, Да отомстят живущие за них. 𝄆 Аллах, дай силы Ингушетии, Дай силы, чтобы отомстить! 𝄇 III Легкой жизни мы не ищем, Жить хотим без черной злобы. Землю свою возделываем, Пусть хватит сил для этого. 𝄆 Аллах, дай силы Ингушетии, Землю возделывать силу дай! 𝄇 IV Твои мысли о справедливости, Твое сердце горит, Как вспыхнувший уголек. Будь вечно свободна, земля наших отцов. Мы просим об этом Всевышнего. 𝄆 Аллах, дай силы Ингушетии, Пусть свободной будет Ингушетия! 𝄇 | I V krasivejšej časti gornovo kraja Ležišj ty, Ingušetija. Gordo idešj po svojemu puti v budušceje, Večno živi ty, Ingušetija. 𝄆 Allah, daj sily Ingušetii, Allah, hrani Ingušetiju! 𝄇 II Zemlja možet razverznutsja, Ot ran, vragami tebe nanesennyh. Da budut blagorodny syny ušedšije, Da otomstjat živušcije za nih. 𝄆 Allah, daj sily Ingušetii, Daj sily, čtoby otomstitj! 𝄇 III Legkoj žizni my ne išcem, Žitj hotim bez černoj zloby. Zemlju svoju vozdelyvajem, Pustj hvatit sil dlja etovo. 𝄆 Allah, daj sily Ingušetii, Zemlju vozdeljvatj silu daj! 𝄇 IV Tvoi mysli o spravedlivosti, Tvoje serdce gorit, Kak vspyhnuvšij ugolek. Budj večno svobodna, zemlja naših otcov. My prosim ob etom Vsevyšnevo. 𝄆 Allah, daj sily Ingušetii, Pustj svobodnoj budet Ingushetija! 𝄇 |

### Tiếng Việt
Nơi diễm lệ nhất vùng núi đồi trùng điệp
Người nằm đây, Ingushetia,
Ta tự hào về con đường phía trước
Người sẽ trường tồn vĩnh cửu, Ingushetia.

𝄆 Đức Allah, ban sức mạnh cho Ingushetia,
Đức Allah phù hộ cho tổ quốc Ingushetia! 𝄇

Tổ quốc ta có thể bị chia cắt,
Bởi vết thương gây ra bởi đội quân của kẻ thù.
Con trai ta có thể chết trên chiến trường ác liệt,
Nhưng những người sống sót sẽ trả thù bọn chúng.

𝄆 Đức Allah, ban sức mạnh cho Ingushetia,
Ban sức mạnh cho Ingushetia hạ gục bọn chúng! 𝄇

Chúng ta muốn yên bình,
Chúng ta muốn yên ổn không hận thù.
Vùng đất của chúng ta đang được tạo dựng,
Chúng ta có thừa sức mạnh để làm điều đó.

𝄆 Đức Allah, ban sức mạnh cho Ingushetia,
Ban sức mạnh cho vùng đất còn hoang sơ của chúng ta! 𝄇

Bạn đang nghĩ về chính nghĩa,
Trái tim bạn đang rạo rực.
Nó sẽ cháy rực rỡ như ngọn lửa thôi,
Vùng đất này sẽ tự do mãi mãi, đất của cha ông ta.

𝄆 Đức Allah, ban sức mạnh cho Ingushetia,
Hãy để Ingushetia được tự do! 𝄇